# Майна берегова
Ма́йна берегова (Acridotheres ginginianus) — вид горобцеподібних птахів родини шпакових (Sturnidae). Мешкає в Південній Азії.

## Опис

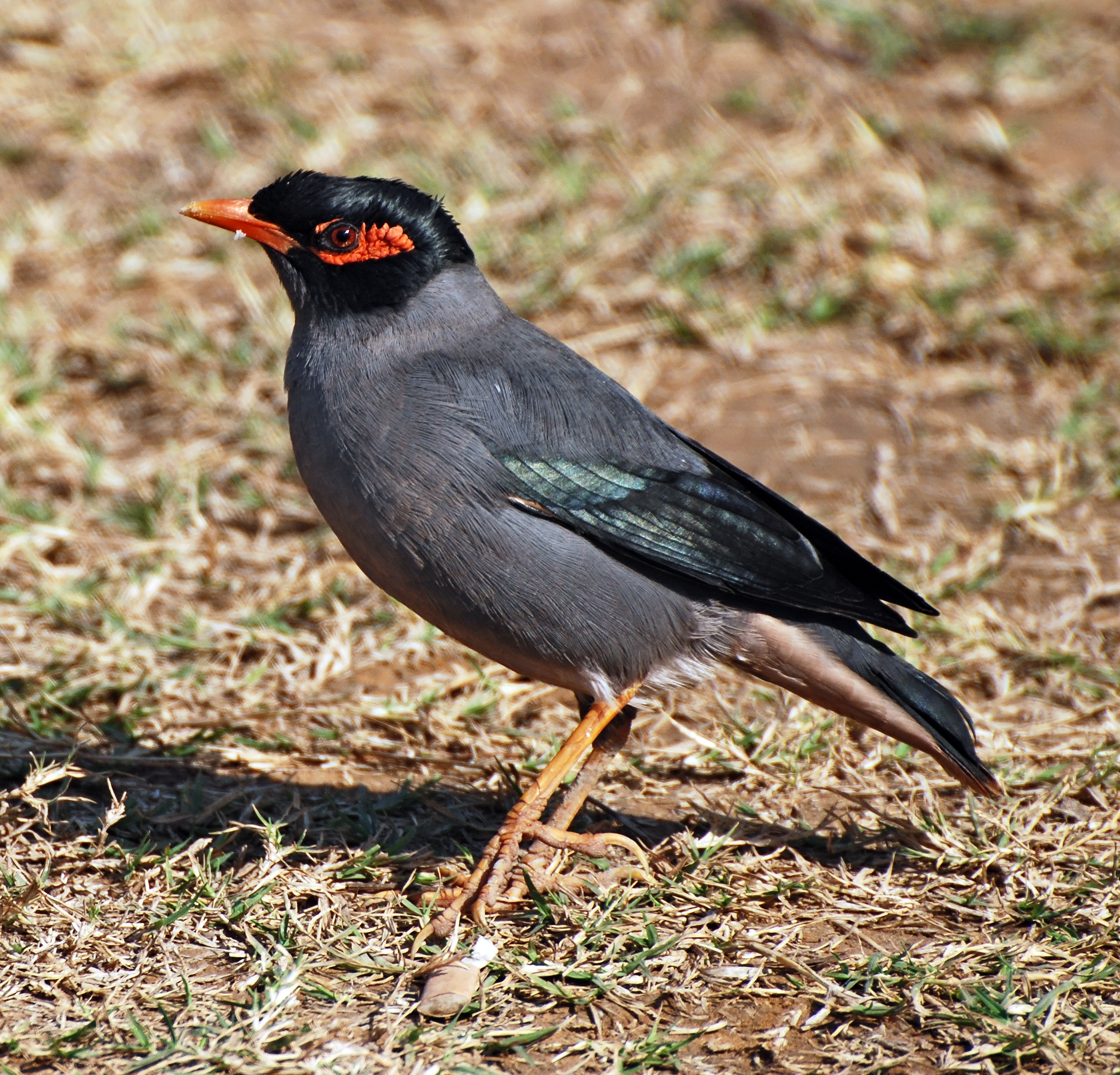
Берегова майна

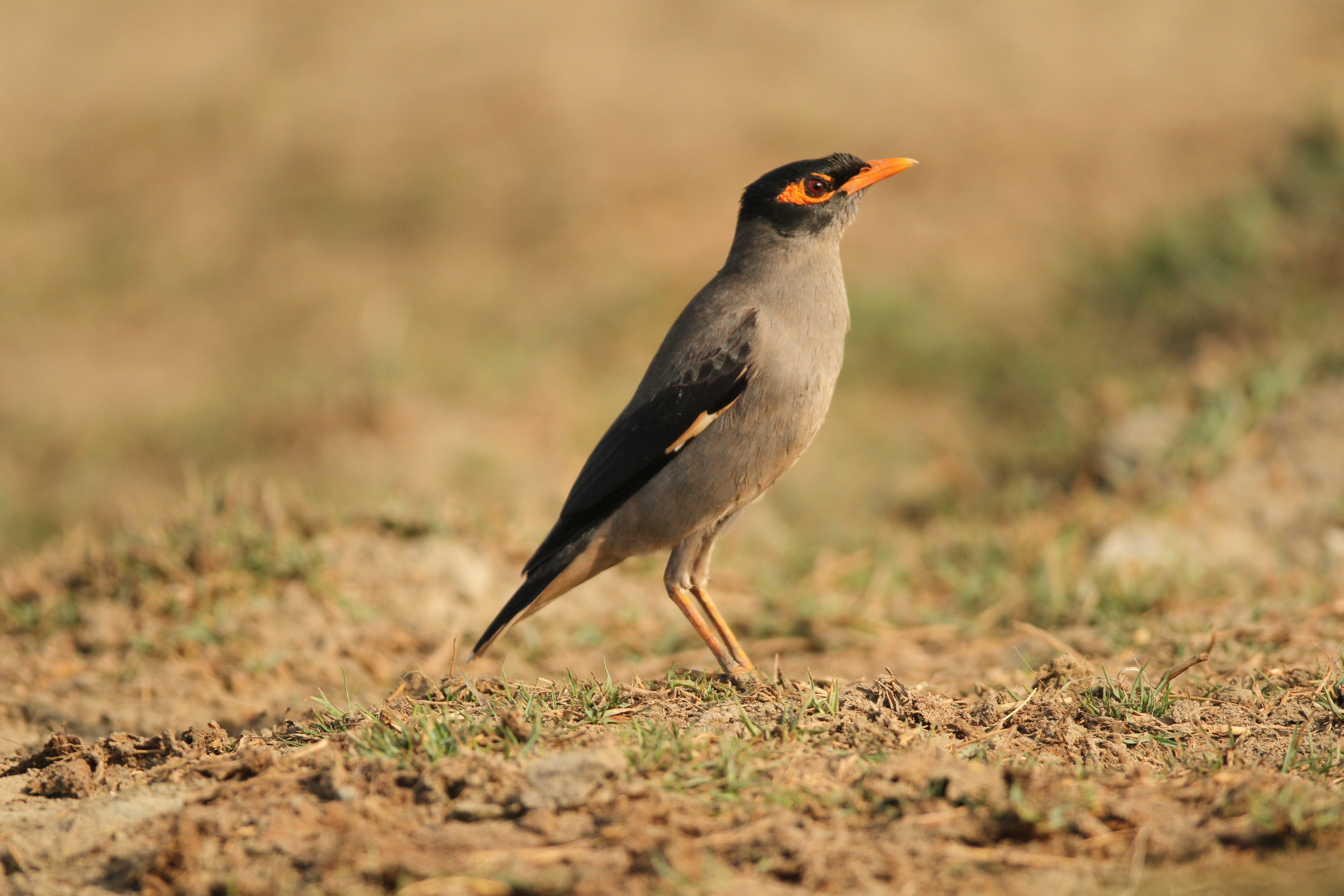
Берегова майна

Довжина птаха становить 23-25 см. Голова чорна, верхня частина тіла темно-сіра,  нижня частина тіла свіло-сіра, живіт, гузка і нижні покривні пера хвоста мають блідо-рожевуватий відтінок. Крила чорні, махові пера біля основи білі, що формує на крилах білу пляму, помітну в польоті. Хвіст чорний, стернові пера мають білі кінчики. За очима плями голої червоної шкіри, перед над дзьобом направлені догори і формують короткий чуб. Очі темно-червоні, дзьоб і лапи жовті. Виду не притаманний статевий диморфізм. У молодих птахів голова і шия темно-коричневі.

## Поширення і екологія
Берегові майни мешкають в Пакистані, північній і центральній Індії, південному Непалі і Бутані, Бангладеш і західній М'янмі. Також вони були інтродуковані на сході Аравійського півострова, в Омані, ОАЕ і Кувейті, а також на Тайвані. Бродячі птахи спостерігалися в Афганістані. Берегові майни живуть на полях і пасовищах, поблизу водойм, а також в містах. Зустрічаються зграями. 
Берегові майни живляться зерном, комахами і плодами, шукають паразитів на тілах великих тварин і відходи в людських поселеннях. Сезон розмноження у них триває з квітня по серпень з піком у травні-червні. Гніздо розміщується в норах на берегах водойм, в насипах і колодязях, іноді в тріщинах в стінах, часто птахи формують гніздові колонії. Тунель веде в гніздову камеру, яка встелюється травою і пір'ям. В кладці 4-5 блакитнуватих або синьо-зелених яєць. Інкубаційний період триває 13-14 днів, пташенята покидають гніздо через 21 день після вилуплення. За сезон може вилупитися 2 виводки.